# EQOS
EQOS oder EQOS Gruppe (vormals Alpine-Energie) ist ein internationaler Infrastrukturdienstleister mit Hauptsitz in Deutschland. Das Unternehmen ist auf den Ausbau und die Modernisierung der Infrastruktur für Energie, Telekommunikation und Schienenverkehr spezialisiert. Zu den Kunden zählen unter anderem Bahn- und Stromnetzbetreiber.  Heute betreibt die Gruppe ihr Kerngeschäft in Deutschland und Österreich. Von 2014 an gehörte das Unternehmen zum Fonds von Triton Partners. Seit dem 29. Oktober 2024 befindet sich EQOS unter dem strategischen Dach des neuen Eigentümers Eiffage, einer multinationalen Gruppe von Bau- und Konzessionsunternehmen.
Bis zum August 2014 firmierte das Unternehmen als Alpine-Energie. EQOS ist ein Akronym und steht für Excellent Quality Of Services (deutsch: Exzellente Servicequalität), das Markenversprechen des Unternehmens.

## Unternehmensgeschichte
EQOS Energie weist eine über hundertjährige Unternehmensgeschichte auf. Das heutige Unternehmen geht zurück auf die 1920 durch Wilhelm Blättchen in Stuttgart gegründete ENERGIE Gesellschaft für elektrische und industrielle Unternehmungen mbH. Bereits damals waren die Geschäftsfelder des Unternehmens elektrische und industrielle Unternehmungen.
Im Jahr 1978 wurde die Tochtergesellschaft Energie Lignes Hautes Tension in Luxemburg gegründet. 1993 entstand dann die erste Arbeitsgemeinschaft (ARGE) mit der österreichischen Alpine Bau GmbH. Im Rahmen dieser ARGE wurden eine 380-kV-Freileitung für die österreichische Verbundgesellschaft sowie erste Stahltürme für Mobilfunknetze errichtet. Die Zusammenarbeit mündete schließlich in der Gründung der Alpine-Energie Gesellschaft für elektrische und industrielle Unternehmungen GmbH mit Sitz in Linz, Österreich, im Jahr 1996. 1998 folgte mit der Gründung der ENERGIE Gesellschaft für Leitungsbau und Kommunikationstechnik AG mit Sitz in Bern die Ausweitung der Geschäftstätigkeit auf die Schweiz. Das Projekt am Hauptbahnhof St. Valentin in Niederösterreich und die damit verbundenen Umbaumaßnahmen an den Oberleitungen im Jahr 1999 bezeichneten den Einstieg von Alpine-Energie in die Bahnbranche. 2002 übernahm der ALPINE-Konzern die Unternehmensanteile der Familie Blättchen. Das Wachstum wurde durch die Gründung der ALPINE-ENERGIE Holding AG sowie der Alpine-Energie Deutschland GmbH weiter vorangetrieben.
Im Jahr 2006 übernahm der spanische Baukonzern Fomento de Construcciones y Contratas (FCC) die Mehrheit am Alpine-Konzern. Mit der Übernahme der SAG Kommunikationstechnik folgte im gleichen Jahr die Ausweitung der Geschäfte der Alpine-Energie in der Schweiz und in Österreich. Zwischen 2009 und 2011 wurden zudem Alpine-Energie Gesellschaften in Polen, Tschechien und Ungarn gegründet.
Nach langjähriger Zugehörigkeit zum ALPINE-Konzern wurde die Alpine-Energie im Jahr 2013 ausgegliedert und zu einer direkten Tochtergesellschaft von FCC. In weiterer Folge wurde das Unternehmen an die Triton Fonds verkauft. Im Rahmen der Übernahme erfolgte die Umbenennung in EQOS Energie. Ab 2015 wurde eine Neuausrichtung des Geschäftsmodells „an den gewachsenen Anforderungen der Märkte als einer der führenden Anbieter der Branche“ angestoßen. Diese umfasste unter anderem die Fokussierung der Geschäftsaktivitäten auf die wichtigsten Kernmärkte, mit den Triton Fonds als Inhaber hat das Unternehmen einen finanzstarken Investor an seiner Seite, der auf die positive Entwicklung und Förderung von Unternehmen mit Sitz in Europa spezialisiert ist.
Seit 2021 agiert das Unternehmen unter der Dachmarke EQOS. Für den Energie- und Bahnsektor werden Leistungen unter EQOS Energie subsumiert, das Telekommunikationsgeschäft wird unter EQOS Kommunikation betrieben. In den letzten Jahren konzentrierte sich die EQOS Gruppe auf die westeuropäischen Kernmärkte. Sie veräußerte das osteuropäische Geschäft und positionierte sich als Dienstleister für eine vernetzte Gesellschaft. Das Unternehmen profitierte von der gestiegenen Nachfrage nach Leistungen im Zusammenhang mit der Modernisierung öffentlicher Infrastrukturen, insbesondere in der Energie, in der Telekommunikation und im Schienenverkehr. 2023 stieg der Umsatz des Unternehmens auf 459 Millionen Euro.
Im Oktober 2024 belegte EQOS Energie Österreich beim Austrian Leading Companies (ALC) Award für das Bundesland Wien Platz 1 in der Kategorie „Großunternehmen“.

## Unternehmensstruktur
Die EQOS Energie Deutschland GmbH als Muttergesellschaft bildet mit ihren Tochtergesellschaften die EQOS Gruppe. Sie stellt den Konzernabschluss auf und übernimmt Stabsfunktionen. Das operative Geschäft obliegt den selbstständigen Gesellschaften, zu denen die EQOS Kommunikation GmbH und die EQOS Energie Österreich GmbH mit weiteren Gesellschaften zählen.
Die EQOS Gruppe ist zu 100 Prozent im Eigentum der Eiffage Énergie Systèmes-Participations SAS, Frankreich. Für das EQOS-Geschäft ist Eric Mendel als Chief Executive Officer (CEO) verantwortlich.

## Geschäftstätigkeit/Geschäftsfelder
Das Geschäft der EQOS Gruppe sind Einzelleistungen und Gesamtlösungen im Freileitungsbau, der Energie-, Kommunikations- und Bahntechnik. Das Unternehmen ist mit rund 1.600 Beschäftigten in fünf europäischen Ländern vertreten: Belgien, Deutschland, Frankreich, Luxemburg und Österreich. In den beiden Kernmärkten Deutschland und Österreich wird mehr als dreiviertel des Gesamtumsatzes erwirtschaftet. In ihrem Leistungsspektrum setzt die EQOS Gruppe drei Schwerpunkte:
Energiewende: Der Stromnetzausbau und die Erhöhung der Übertragungskapazität sind wesentlich, um den veränderten Anforderungen an die Infrastruktur gerecht zu werden und den Anteil an erneuerbaren Energien im Strommix zu erhöhen. Vor dem Hintergrund der geplanten Energiewende hat der Freileitungsbau daher zusätzlich an Bedeutung gewonnen. Diesen Geschäftsbereich hat das Unternehmen 2019 durch den Erwerb einer Tochtergesellschaft des Industriekonzerns Bilfinger gestärkt. Er umfasst den Um- und Neubau von Transport- und Verteilnetzen, planerische und statisch konstruktive Aufgaben, die Realisierung von Hoch- und Höchstspannungsanlagen und die Instandhaltung und Erweiterung von Umspannwerken.  EQOS ist unter anderem an der seit Ende 2023 laufenden Realisierung eines 22 Kilometer langen Abschnitts der ULTRANET-Leitung, der ersten Hochspannungs-Gleichstrom-Übertragungsleitung im Netz von Auftraggeber TransnetBW beteiligt.
Digitalisierung: Mit dem Einstieg vieler Stromnetzbetreiber in die Kommunikationstechnik wurde der Geschäftsbereich EQOS Kommunikation zum Anbieter von Prozessschritten für den Bau bis zur Wartung von Sendeanlagen entwickelt. Dies schließt die Anbindung von Mobilfunkmasten an Glasfasernetze ein. 2019 hat EQOS für Hutchison Drei Austria das erste zusammenhängende 5G-Netz in Österreich und damit eines der ersten 5G-Netze weltweit entwickelt.  Im Oktober 2019 hat die EQOS Gruppe die TCT TechnikCentrumThale GmbH erworben und den Geschäftsbereich so erweitert.
Mobilitätswende: Mit dem Erwerb der Colas Rail Belgium im Oktober 2022 hat die EQOS Gruppe ihr Geschäftsfeld Bahntechnik verstärkt. Hier liegt die Kompetenz in der Planung, Errichtung, Instandhaltung und Störbehebung von Fern- und Regional- sowie Werksbahnen.
Die im Oktober 2022 erworbene Colas Rail Belgium musste Ende 2024 im Zuge des Erwerbs der EQOS Gruppe durch die Eiffage aufgrund wettbewerbsrechtlicher Bedenken der Europäischen Kommission wieder veräußert werden.